# Condado de Kane (Illinois)
O Condado de Kane (em inglês:  Kane County) é um dos 102 condados do estado americano do Illinois. A sede do condado é Geneva. Foi fundado em 16 de janeiro de 1836.
O condado possui uma área de 1 358 km², dos quais 1 347 km² estão cobertos por terra e 11 km² por água, uma população de 515 269 habitantes, e uma densidade populacional de 382,5 hab/km² (segundo o censo nacional de 2010). É o quinto condado mais populoso do Illinois.